# Massilia namucuonensis
Massilia namucuonensis es una bacteria gramnegativa del género Massilia. Fue descrita en el año 2013. Su etimología hace referencia a Namucuo, un lago en la zona del Tíbet, en China. Es aerobia y móvil. Tiene un tamaño de 0,3-0,5 μm de ancho por 0,5-1,5 μm de largo. Forma colonias de circulares a irregulares, convexas, opacas y de color blanco-amarillo tras 3 días de incubación en agar R2A. No crece en TSA ni MacConkey. Temperatura de crecimiento entre 4-37 °C, óptima de 28-30 °C. Catalasa y oxidasa positivas. Es sensible a azitromicina, kanamicina, ofloxacino, tetraciclina, rifampicina, cefotaxima y estreptomicina. Resistente a anfotericina. Tiene un contenido de G+C de 66,7%. Se ha aislado de una muestra de suelo cercana al lago Namucuo, en el Tíbet, China. 